# Hoàng Anh Tuấn (Gewichtheber)
Hoàng Anh Tuấn (* 12. Februar 1985 in Bắc Ninh) ist ein vietnamesischer Gewichtheber in der Gewichtsklasse bis 56 kg.

## Karriere
Bei den Olympischen Sommerspielen 2008 in Peking, Volksrepublik China, konnte Tuán mit 130 kg im Reißen und 160 kg im Stoßen und damit einem Gesamtgewicht von 290 kg die Silbermedaille gewinnen. Dies war zugleich die zweite von insgesamt zwei gewonnenen Medaillen in der olympischen Geschichte Vietnams; Taekwondo-Athletin Trần Hiếu Ngân gewann 2000 ebenfalls Silber in der Taekwondo-Gewichtsklasse bis 57 kg. Eine weitere Silbermedaille gewann er bei den Asienspielen 2006 in Doha, Katar. Bei den Weltmeisterschaften 2005 und 2006 konnte er jeweils eine Silbermedaille gewinnen. 2010 wurde er Vierter bei den Weltmeisterschaften. Allerdings wurde er bei der Dopingkontrolle positiv auf Oxilofrin getestet und für zwei Jahre gesperrt.